# Chòi mòi chua
Chòi mòi chua (danh pháp hai phần: Antidesma acidum) là một loài thực vật có hoa trong họ Diệp hạ châu. Loài này được Retz. mô tả khoa học đầu tiên năm 1788.

## Hình ảnh

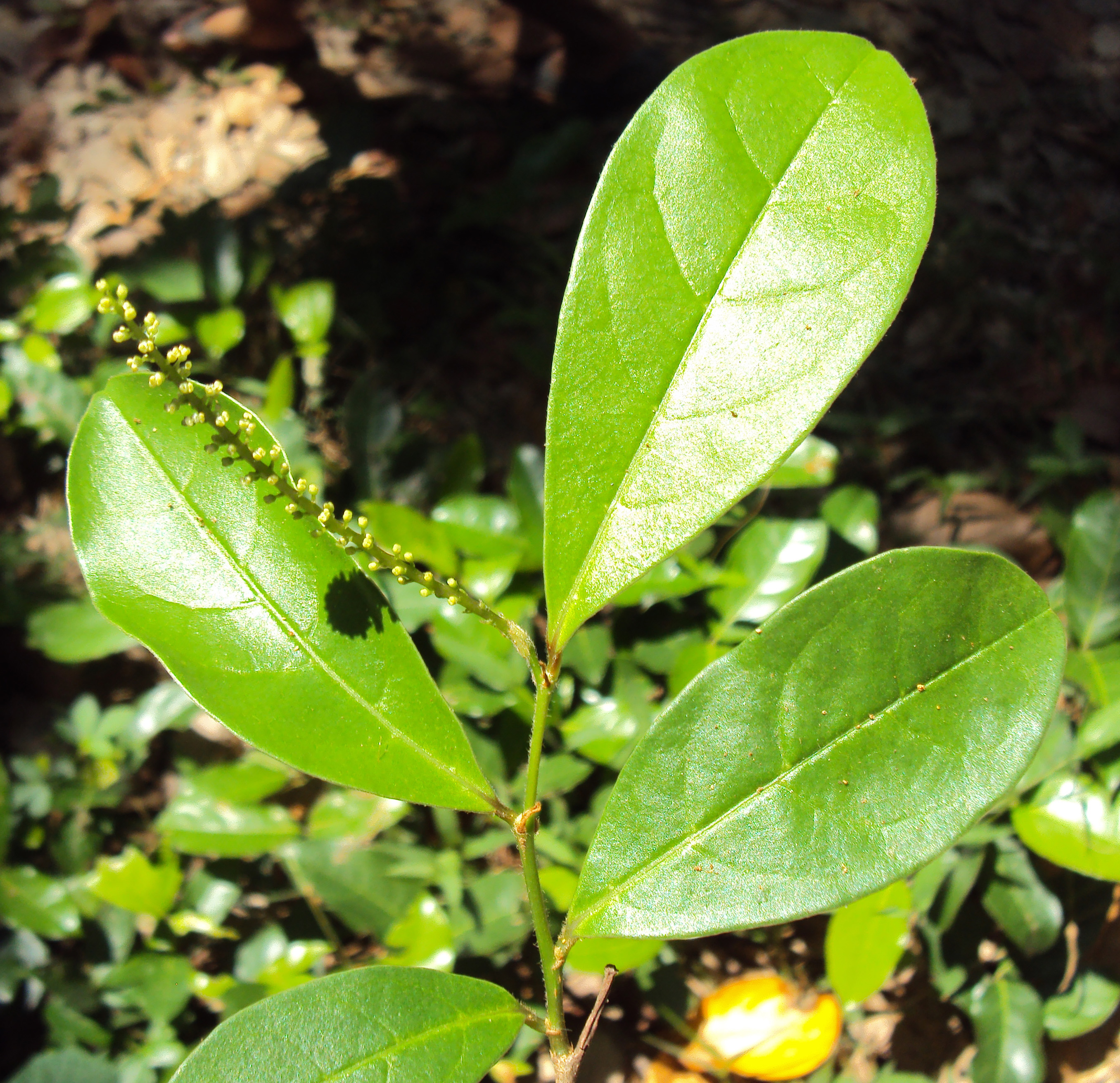
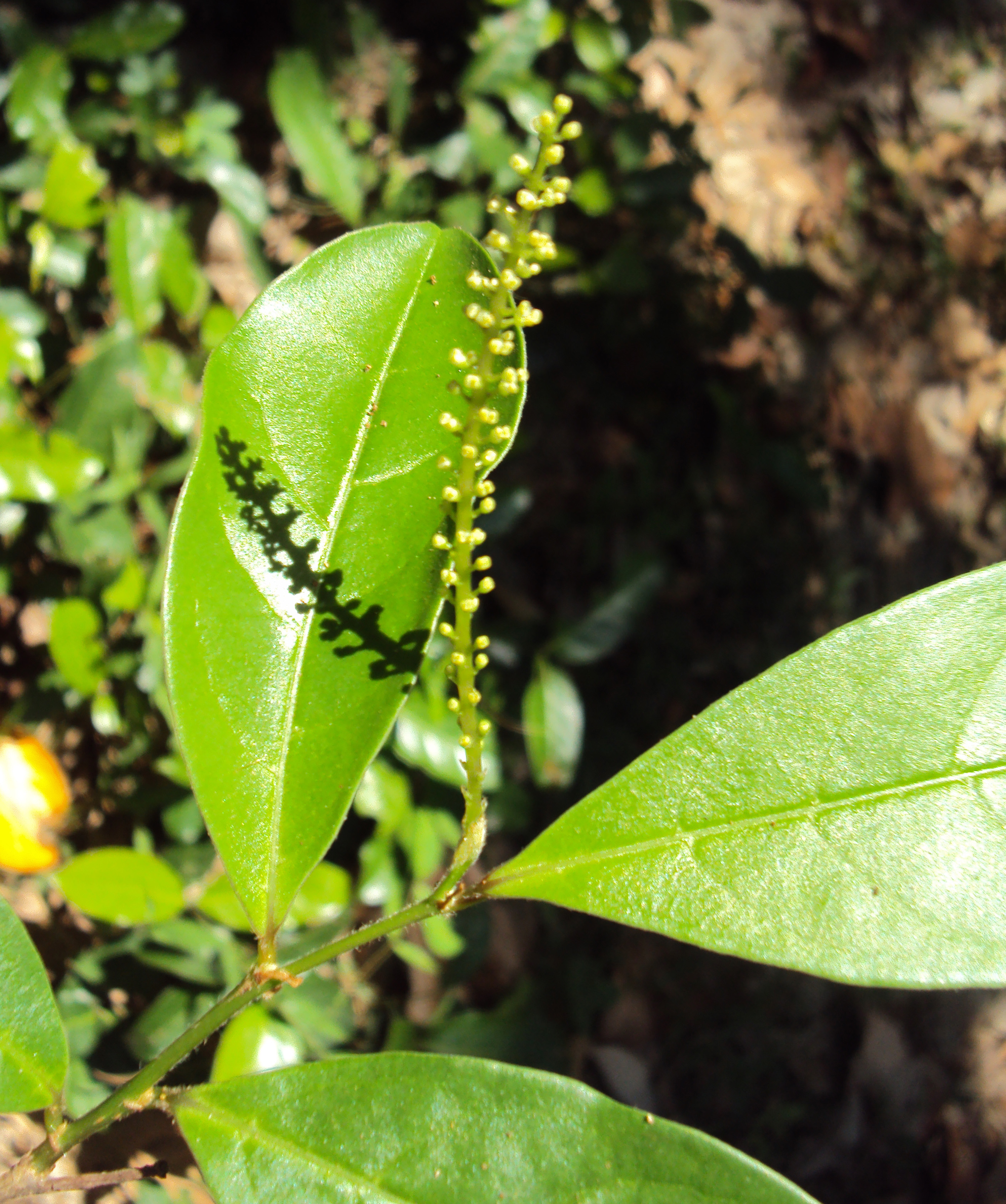
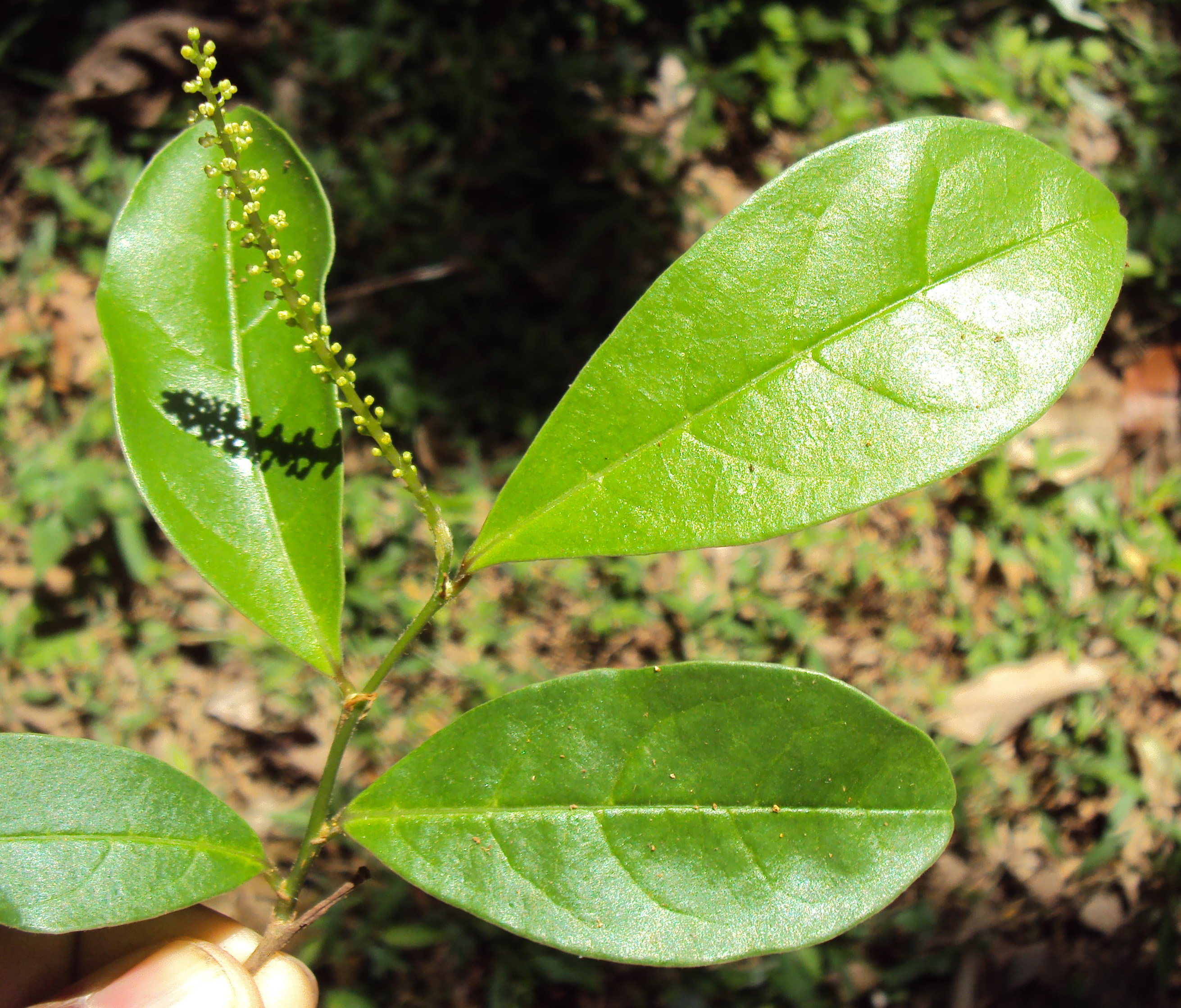
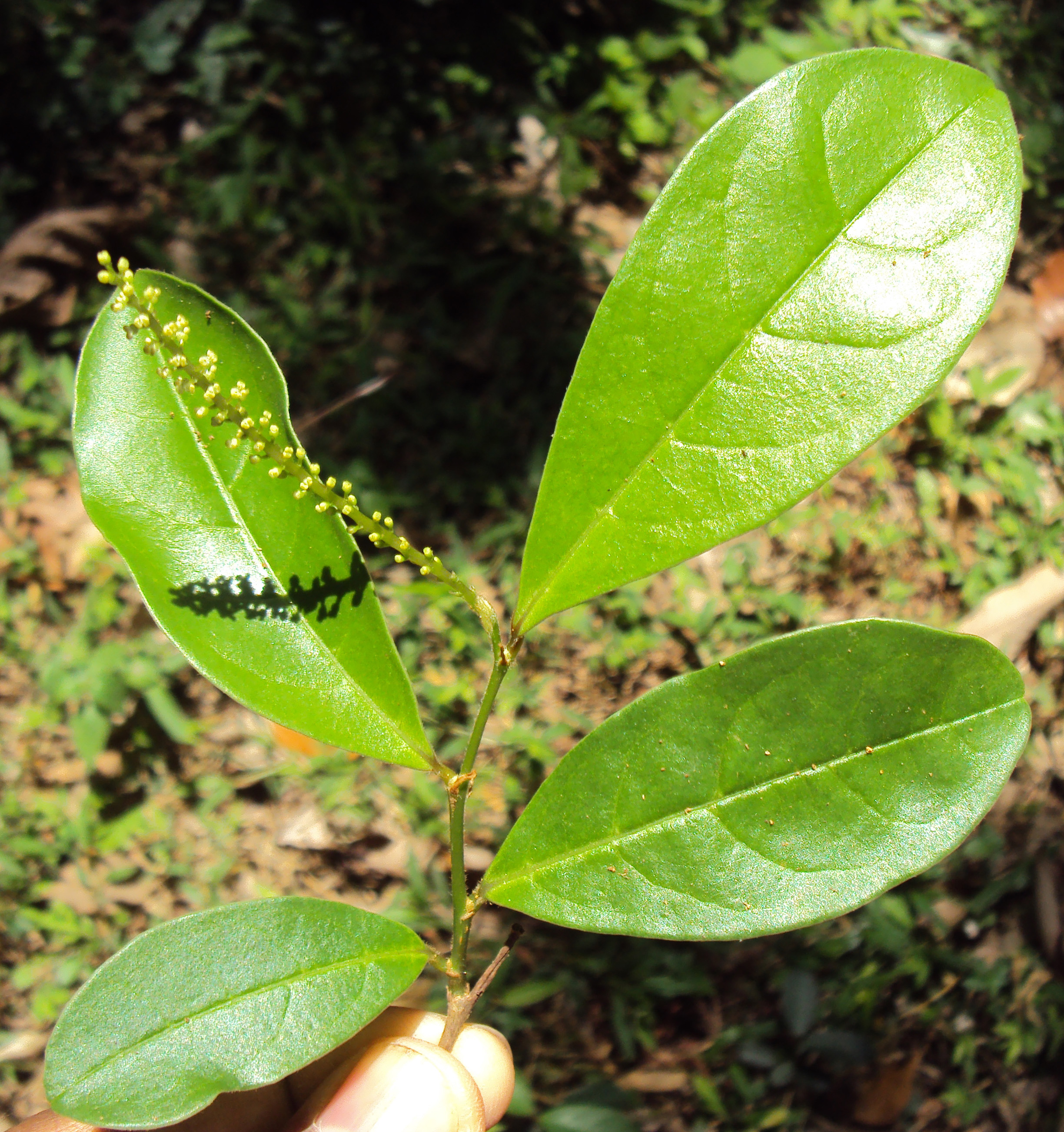